# مارشال روجرز (كرة سلة)
مارشال روجرز (بالإنجليزية: Marshall Rogers)‏ مواليد 27 أغسطس 1953، كان لاعب كرة سلة أمريكي. بدأ مسيرته الاحترافية في سنة 1976. تم اختياره من قبل فريق غولدن ستايت ووريورز خلال الدرافت. حمل الرقم 11. بلغ طوله 6 قدم 1 بوصة (1.9 م). اعتزل اللعب في 1977.

## روابط خارجية
- مارشال روجرز على موقع إن بي أي (الإنجليزية)
- مارشال روجرز على موقع سبورتس رفرنس (الإنجليزية)
- مارشال روجرز على موقع كلية كرة السلة في سبورتس رفرنس.كوم (الإنجليزية)
- مارشال روجرز على موقع ريلجم (الإنجليزية)
- مارشال روجرز على موقع بروبوليرز (الإنجليزية)